# Rubén González (futebolista)
Ruben Adán González Acosta (17 de julho de 1939) é um ex-futebolista uruguaio que atuava como defensor.

## Carreira
Rubén González fez parte do elenco da Seleção Uruguaia de Futebol, na Copa do Mundo de  1962. 